# Manfred Lautenschläger

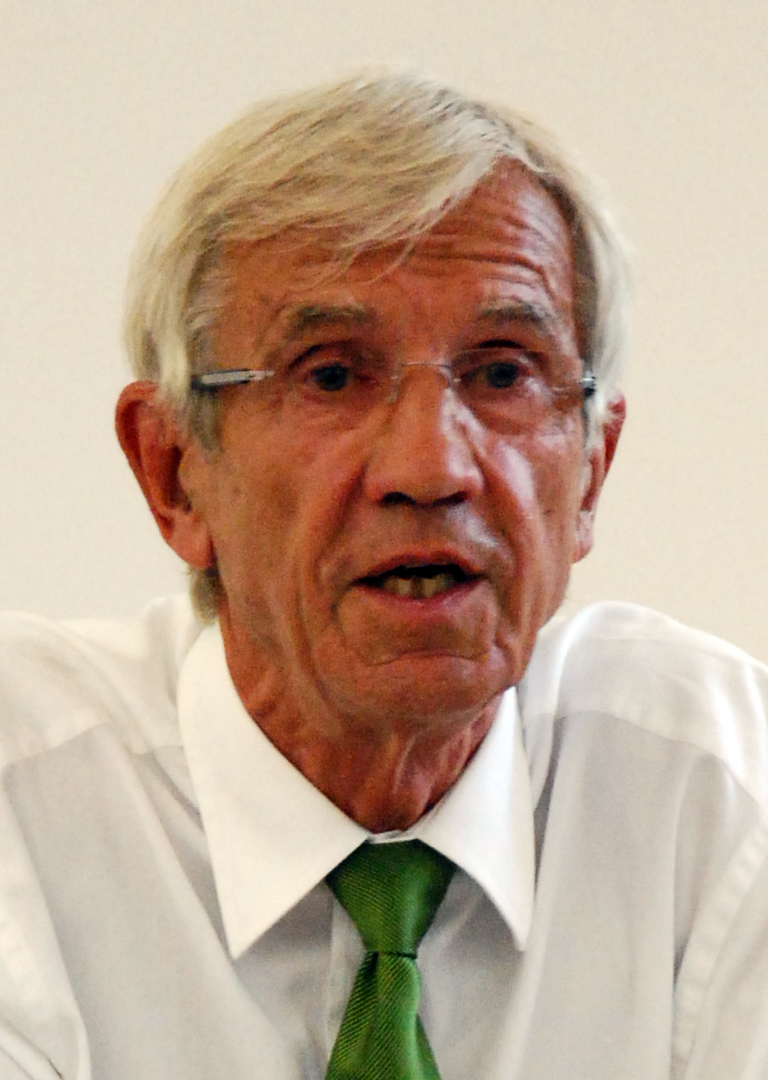
Manfred Lautenschläger (2009)

Manfred Lautenschläger (* 15. Dezember 1938 in Karlsruhe) ist ein deutscher Jurist. Er ist Mitgründer der Finanzberatung MLP und Mäzen der Manfred Lautenschläger-Stiftung.

## Ausbildung und Beruf
Manfred Lautenschläger wurde als Sohn des Polizeibeamten und späteren Justizoberamtmannes Hermann Lautenschläger in Karlsruhe geboren und wuchs im Stadtteil Mühlburg auf. Nach Abitur und Wehrdienst studierte er ab 1959 Rechtswissenschaft an den Universitäten in Heidelberg, Freiburg und Hamburg. 1968 legte er sein zweites Staatsexamen ab und betätigte sich zuerst als Rechtsanwalt. Ein Brief eines Versicherungsvertreters, Werner Thomae, und ein folgendes Gespräch mit einem seiner Mitarbeiter, Eicke Marschollek, führten dann dazu, dass Lautenschläger das erste Mal in Kontakt mit dem Versicherungsgeschäft kam.
Mit der Idee, eine speziell auf Akademiker ausgerichtete Beratung in Sachen Versicherungen anzubieten, gründete er zusammen mit Marschollek am 1. Januar 1971 die Marschollek, Lautenschläger und Partner KG.

## MLP
Die Marschollek, Lautenschläger und Partner KG wurde 1974 mit Eicke Marschollek, Manfred Lautenschläger und Manfred Rieder als gleichberechtigten Partnern zur GmbH. Bedingt durch den tödlichen Unfall Marscholleks 1978 und die schwere Erkrankung Lautenschlägers sowie den Rückzug aus dem Geschäft von Rieder 1980 durchlief die MLP eine schwierige Zeit. Lautenschläger erholte sich und wandelte die MLP 1984 in eine Aktiengesellschaft um. Er übernahm von Beginn an die Funktion des Vorstandsvorsitzenden. Nach vier Jahren erfolgte am 15. Juni 1988 die Börsennotierung des Unternehmens in Stuttgart und Frankfurt. Auch nach der Umwandlung der MLP AG in die MLP Holding AG blieb er in dieser Funktion. Im Mai 1999 wurde er von der Hauptversammlung zum Aufsichtsratsvorsitzenden gewählt und schied als Vorstand aus.
Im Dezember 2008 zog sich Manfred Lautenschläger von dieser Position zurück.

## Familie und Privates
Lautenschläger war verheiratet und hat mit seiner Ehefrau Angelika, die am 5. Oktober 2022 verstorben ist, fünf gemeinsame Kinder. Im Jahr 1996 veröffentlichte er mit Co-Autor Imre Török ein Buch zur Unternehmensgeschichte mit dem Titel Mythos MLP.

## Sonstige Ämter, Auszeichnungen und Ehrungen

### Orden und Auszeichnungen
- Ehrensenatorenwürde der Universität Heidelberg, verliehen 1998.
- Ehrensenatorenwürde der Hochschule für Jüdische Studien Heidelberg, verliehen 2010.[6]
- Ehrendoktorwürde der Universität Heidelberg, verliehen 2008.
- Verdienstmedaille des Landes Baden-Württemberg, verliehen 2002.
- Bundesverdienstkreuz (I. Klasse), verliehen 2009[7]
- Richard-Benz-Medaille für Kunst und Wissenschaft der Stadt Heidelberg, verliehen im Oktober 2009
- Ehrenbürger von Gaiberg seit 2005[8]

### Stiftung
Im Jahr 2002 rief er die Manfred Lautenschläger-Stiftung ins Leben, deren Zweck die Förderung von Wissenschaft und Forschung, Bildung und Erziehung, Kunst und Kultur, der Völkerverständigung sowie des Heimatgedankens ist. Der Bau der Heidelberger Kinderklinik wurde durch die Stiftung mit 14 Millionen Euro unterstützt. Von dieser Universität wurde Lautenschläger die Ehrendoktorwürde verliehen. Die Stiftung finanzierte auch den Bau einer Begegnungsstätte für ehemalige Zwangsarbeiter in Heidelbergs Partnerstadt Simferopol auf der Krim, sowie den Bau von 72 Schulen in Äthiopien. 2008 wurden insgesamt 3,3 Millionen Euro ausgeschüttet.

### Ämter
Gemeinsam mit Erwin Teufel ist er Mitglied des Kuratoriums des Dokumentations- und Kulturzentrums Deutscher Sinti und Roma und im wissenschaftlichen Beirat des Forschungszentrums Internationale und Interdisziplinäre Theologie. Zudem ist er Mitglied des Kuratoriums der Stiftung Lesen.

### Sonstiges
1992 bezog die MLP AG ihre neue Unternehmenszentrale in Heidelberg-Emmertsgrund. Das 18-stöckige Bürohochhaus wird im Volksmund oft nach Manfred Lautenschläger „Langer Manfred“ genannt – in Anlehnung an den „Langen Eugen“ in Bonn.
2009 erhielt der Asteroid (30827) Lautenschläger seinen Namen.